# 次郎長三国志 (2000年のテレビドラマ)
『次郎長三国志』（じろちょうさんごくし）は2000年（平成12年）1月2日にテレビ東京で放送された12時間超ワイドドラマ（のちの新春ワイド時代劇）でテレビ東京開局35周年記念番組として放送された。全六部。

## 概要
歴代作品では1991年以来、2度目の「次郎長三国志」である。全6部構成の12時間超ワイドドラマとしては最後の作品となった。またフィルム映像・モノラル音声で放送された最後の作品になった。
- 第一部 「清水港の暴れん坊」
- 第二部 「次郎長売出す」
- 第三部 「恋女房　お蝶の死」
- 第四部 「仇討ち　そして二代目お蝶」
- 第五部 「森の石松　金比羅代参」
- 第六部 「血煙り荒神山」

## スタッフ
- 原作：村上元三
- 脚本：古田求（1 - 2、5 - 6）、田村恵（3 - 4）
- 音楽:長谷川雅大
- 監督：吉田啓一郎（1 - 5）、原田雄一（6）
- 主題歌：杉良太郎「吉野に風が」（作詞／作曲：小椋佳）
- 主題歌協力:テレビ東京ミュージック
- 制作:工藤卓男（テレビ東京）、野田助嗣（松竹）
- プロデューサー:小川治（テレビ東京）、佐生哲雄・佐々木淳一（松竹）
- 殺陣:無僧健一
- 助監督:山下智彦
- プロデューサー補:三好英明（松竹）
- 製作主任:高坂光幸
- 企画協力:(株）アクトエンタープライズ伊原詢太郎
- 製作協力:松竹京都映画(株）
- 製作監修:杉良太郎
- 製作：テレビ東京、松竹株式会社

## キャスト
- 清水次郎長：杉良太郎
- お蝶：佐藤藍子
- 大政：竜雷太
- 森の石松：的場浩司
- 桶屋の鬼吉：船越英一郎
- 小政：高橋和也
- 大野の鶴吉：上杉祥三
- 江尻の大熊：小野寺昭
- 関東綱五郎：岸本祐二
- 追分三五郎：中村獅童
- 法印大五郎：阿南健治
- 相撲常：大仁田厚
- 巾下の長兵衛：勝野洋
- 保下田の久六：渡辺哲
- 三馬政：堤大二郎
- 寺津の間之助：須永克彦
- 小松村七五郎：山崎銀之丞
- お園：杉本彩
- 都鳥吉兵衛：石橋蓮司
- 都鳥梅太郎：本城丸裕
- 都鳥常吉：本田博太郎
- お米：有森也実
- 佐太郎：高橋元太郎
- 江戸っ子為吉：愛川欽也（特別出演）
- 身受山鎌太郎：村上弘明（特別出演）
- 穴太徳次郎：竹中直人（特別出演）
- 吉良の仁吉：榎木孝明
- 投げ節お仲（二代目お蝶）：黒木瞳
- 黒駒勝蔵：風間杜夫
- 和田島太左衛門：高松英郎
- 津向の文吉:入川保則
- 武居の吃安:河原さぶ
- 赤鬼金平:時代吉二郎
- 小川の武一:下元年世
- お徳:小袖京子
- ぬい:真行寺君枝
- おきん:栗田よう子
- お由:大塚良重
- 雲風亀吉:石山律雄
- 大前田英五郎:山田吾一
- おけい:酒井美紀（友情出演）
- お時：中村玉緒（特別出演）
- 角井門之助:嶋大輔
- おしげ:石井トミコ
- 無鉄砲の才次郎:山口粧太
- 三好屋玉吉:中山仁
- 神戸の長吉:天宮良
- 笑福亭松之助
- 名代声二郎
- 志織満助
- 松村康世
- 岩尾正隆
- 伊庭剛
- 入江毅
- 杉山幸晴
- 野々村仁
- 安多和久
- 加藤正記
- 西村龍弥
- 佐藤浩
- 奥深山新
- 玉生司朗
- レツゴー正司
- レツゴー長作
- 武井二三
- 深山義夫
- 田畑猛雄
- 近藤裕之
- 大橋壮多
- 並樹かおり
- 南雲勝郎
- 谷口高史
- 徳井優
- 綾田俊樹
- 松金よね子
- 神戸浩
- 大谷亮介
- 河田貴一
- 伊勢浩二
- 浜田隆広
- 中嶋俊一
- ナレーター：古今亭志ん朝